# VIe congrès du Parti communiste (France)
Le VIe congrès du Parti communiste français s'est tenu à Saint-Denis du 31 mars au 7 avril 1929.

## Contexte
Le congrès s'est tenu presque clandestinement.[pas clair]

## Rapports
- Contre « l'opportunisme de droite »
- Dénonciation de la menace de guerre contre l'URSS.

Nécessité de défendre l'URSS, présentée comme menacée par une intervention étrangère.

## Membres de la direction

### Bureau politique
- Titulaires : Pierre Semard, Benoît Frachon, Jacques Doriot, Pierre Celor, Maurice Thorez, André Ferrat, Marcel Cachin, Lucien Midol, Gaston Monmousseau, Julien Racamond

- Suppléants : Paul Bouthonnier, Gaston Cornavin, Jean Renaud, ? Maizières

### Secrétariat
- Henri Barbé (premier secrétaire), Pierre Celor, Benoît Frachon, Maurice Thorez